# Blanca Ascanio Moreno
Blanca Ascanio Moreno   (La Gomera, 4 de novembre de 1910 - Santa Cruz de Tenerife, 14 de novembre de 1988) coneguda com la mestra roja, va ser una mestra, activista pels drets humans i feminista, figura vital dins del moviment obrer i republicà canari.

## Biografia
Va néixer l'any 1910 en el municipi de Vallehermoso, a l'illa de La Gomera, a una família de la petita burgesia, marcada per les conseqüències de la crisi econòmica d'entreguerres. En un context amb un alt grau d'analfabetisme i una dura repressió social, política i econòmica, els seus pares, Bernardo Ascanio i Elina Moreno, van aconseguir donar una formació superior a la seva descendència.

### Consciència social
Amb els seus germans Guillermo, Petra, Eulalia i Amelia, va desenvolupar una forta consciència davant les desigualtats socials i polítiques de l'època. Una part significativa de la joventut gomera amb formació, que va experimentar les conseqüències socials i econòmiques de la postguerra de la Primera Guerra Mundial, especialment la competència del mercat bananer amb les colònies angleses, va viure una efervescència ideològica. Aquest context va afavorir la difusió de les idees proletàries i pageses, així com un fort republicanisme i laïcisme, reflectits en mitjans de comunicació propis on també participaren intel·lectuals com el poeta Pedro García Cabrera.

### Trajectòria docent
Es va formar com a mestra a l'Escola Normal de Magisteri de La Laguna. En finalitzar els seus estudis es va convertir en col·laboradora de la Federació de Treballadors de l'Ensenyament (FETE), una organització integrada en la UGT, que apostava per l'ensenyament popular, gratuït i lliure, i per la pròpia emancipació de les dones.
Va realitzar durant anys tasques d'educació popular en La Gomera, impartint classes al proletariat de Vallehermoso i organitzant accions culturals com a xerrades i obres de teatre. Arrelada als seus ideals comunistes, utilitzava les seves xerrades i mítings com a forma de propaganda política, sent una de les poques dones a donar mítings, ocupant l'espai públic com a dona, revolucionària i activista.Amb les seves activitats va posar al servei de l'organització de les dones obreres de l'illa recursos, formació i cultura, contribuint a l'emancipació d'aquestes.

### Trajectòria política
Junt amb els seus germans Amelia i Guillermo, i amb els seus cosins Juan Pedro Ascanio García, Fernando Ascanio Armes i Pablo Ascanio Armes, es van implicar amb els valors socialistes i comunistes, col·laborant en les tasques de la Federació Obrera, a la qual van lliurar l'any 1932 els terrenys on es va construir la seva seu. Van crear grups de teatre i publicacions periòdiques com Altaveu.
El 22 de gener de 1933, any de protestes en el conjunt de Canàries, va organitzar, al costat del seu germà, i altres veïns, una manifestació pública per a denunciar el caciquisme i la repressió que es vivia en aquest moment en la societat gomera. El seu míting li va valer l'obertura de diligències en el jutjat de Sant Sebastià de La Gomera.
El seu compromís polític i social es va mantenir amb el cop franquista. El 22 de juliol de 1936 va ser una de les veus que des de l'Ajuntament de Vallehermoso va fer la crida a resistir al cop militar. El 24 de juliol va participar activament en la defensa de la població durant els successos del Fogueo. El 25 de juliol es va produir una negociació per a procedir al lliurament de Vallehermoso. Segons diversos testimonis, Ascanio estava a favor de mantenir la resistència. Amb l'entrada de l'exèrcit va començar una dura repressió en la localitat.

#### Presó
El 26 de juliol de 1936, va ingressar a la presó municipal de Sant Sebastià de la Gomera. El 28 d'agost de 1936 va ingressar a la presó Provisional de Dones. El 26 de febrer de 1937 un Consell de Guerra la va condemnar, amb altres sis persones, a pena de mort per rebel·lió contra el cop militar. En el seu cas, la pena va ser commutada a 30 anys de presó. També se li va conmutar la pena pel mateix delicte al seu marit, Francisco González Jaumeandreu.
L'any 1938, segons els estudis de l'investigador Pedro Medina Sanabria, figurava entre les 300 preses de la presó de Dones de Santa Cruz de Tenerife, des d'on  la van traslladar a la Llacuna, tornant l'any 1939 a la presó Provincial. En aquesta presó compartirà cel·les amb dones com Isabel González, Clemencia Hardisson, Carmen Goya, o Pelegrina Ventura.
A la presó, la revista el Eco del Magisterio Canario del 7 de desembre de 1939 recollia que el seu títol de mestra li esperava en la secretaria de l'Escola Normal del Magisteri Primari de La Laguna. Va aprofitar el temps en la presó per a mantenir al dia les seves competències com a formadora entre les dones que, per la seva idees, també estaven empresonades.
Al juliol de 1941 li van arribar notícies del procés a Madrid als seus germans Guillermo i Amelia, que havien estat detinguts després de la caiguda de la ciutat pel seu paper en la defensa de la legalitat republicana i la seva estreta vinculació amb el Partit Comunista. Jutjats el mateix juliol, Guillermo va ser afusellat i Amelia condemnada a 20 anys de presó per “auxili a la rebel·lió".
Ascanio va viure el seu període d'empresonament en un estat de salut precari a causa d'una apendicitis crònica de la qual mai va ser tractada. També se li diagnostica un reumatisme cardíac evolutiu. Amb els anys, el seu quadre mèdic va anar empitjorant i l'any 1946 té símptomes de tuberculosis i un any després se li diagnostica colecistitis. Aquestes malalties la van obligar a viure amb dolors diaris en un entorn hostil on les vexacions eren habituals i s'agreujaven en molts casos per la seva condició de dona. Durant el seu empresonament, va continuar sent fidel a la seva implicació social, política i humana amb la causa comunista i amb el poble. Donava classes a les altres recluses, majoritàriament analfabetes. Malgrat el dolor i les adversitats, el seu compromís amb l’ensenyament i els seus ideals la van impulsar a alfabetitzar el màxim nombre de dones possible. Per a Blanca, l'educació passava per davant de la por, i la revolució, de la rendició.

#### Alliberament
L'any 1943, després d'un llarg període de presó i depuració política, va emigrar a Veneçuela amb la seva germana gran, Amelia. Com tants altres exiliats, va haver de fugir de la brutal persecució política i de les dures condicions socials i econòmiques del franquisme, a la recerca d'una vida millor.
A Veneçuela va mantenir el seu compromís amb l'ensenyament fins que finalment, a mitjans dels anys setanta, va tornar a Canàries per a continuar la seva labor social i política, així com la seva vocació per l'ensenyament. De nou en l'arxipèlag, va continuar alçant la veu pels drets dels obrers, de les dones i del poble en general. Els seus valents testimonis van servir com a altaveu per a honrar la resistència i denunciar les atrocitats comeses durant la dictadura, la qual va deixar nombroses víctimes, entre elles els seus cosins i el seu germà.
Va morir el 14 de novembre de 1988. Està enterrada en el cementiri de Santa Lastenia de Santa Cruz de Tenerife.

## Premis i reconeixements
- 2018 El col·legi de Vallehermoso per a portar el seu nom.[9]
- 2020 Llibre Blanca Ascanio. La maestra roja, per Miguel Ángel Morales Mora i María Soledad Naya Ascanio.[10]
- 2022 Exposició ‘Mujeres canarias’ del CEIP San Juan de Telde, ret homenatge a referents femenins de Canàries.[11]
- 2022 Sèrie ‘La maestra roja’, de Sara Molina León, que barreja la història real de l'illa amb les seves llegendes tradicionals.[12]